# Institut de Droit international

Logo des Institut de Droit international

Das Institut de Droit international (IDI), zu Deutsch Institut für Internationales Recht, ist eine Vereinigung von Juristen, welche die Entwicklung des internationalen Rechts, das heißt des Völkerrechts und des Internationalen Privatrechts, wissenschaftlich verfolgen und durch Vorschläge beeinflussen. Die Organisation wurde am 8. September 1873 in Gent in Belgien gegründet und erhielt für ihr Engagement 1904 den Friedensnobelpreis.
Das Institut besteht aus einer satzungsmäßig festgelegten Anzahl von höchstens 132 Rechtsexperten. Neue assoziierte Mitglieder, Vollmitglieder und Ehrenmitglieder werden durch Kooptation aufgenommen, also von den vorhandenen Mitgliedern hinzugewählt. Die Auswahl basiert dabei auf den wissenschaftlichen Leistungen der jeweiligen Personen, so dass die Aufnahme eine Anerkennung darstellt. Das Institut hat diesbezüglich auch den Charakter einer Gelehrtengesellschaft.

## Geschichte und Wirken

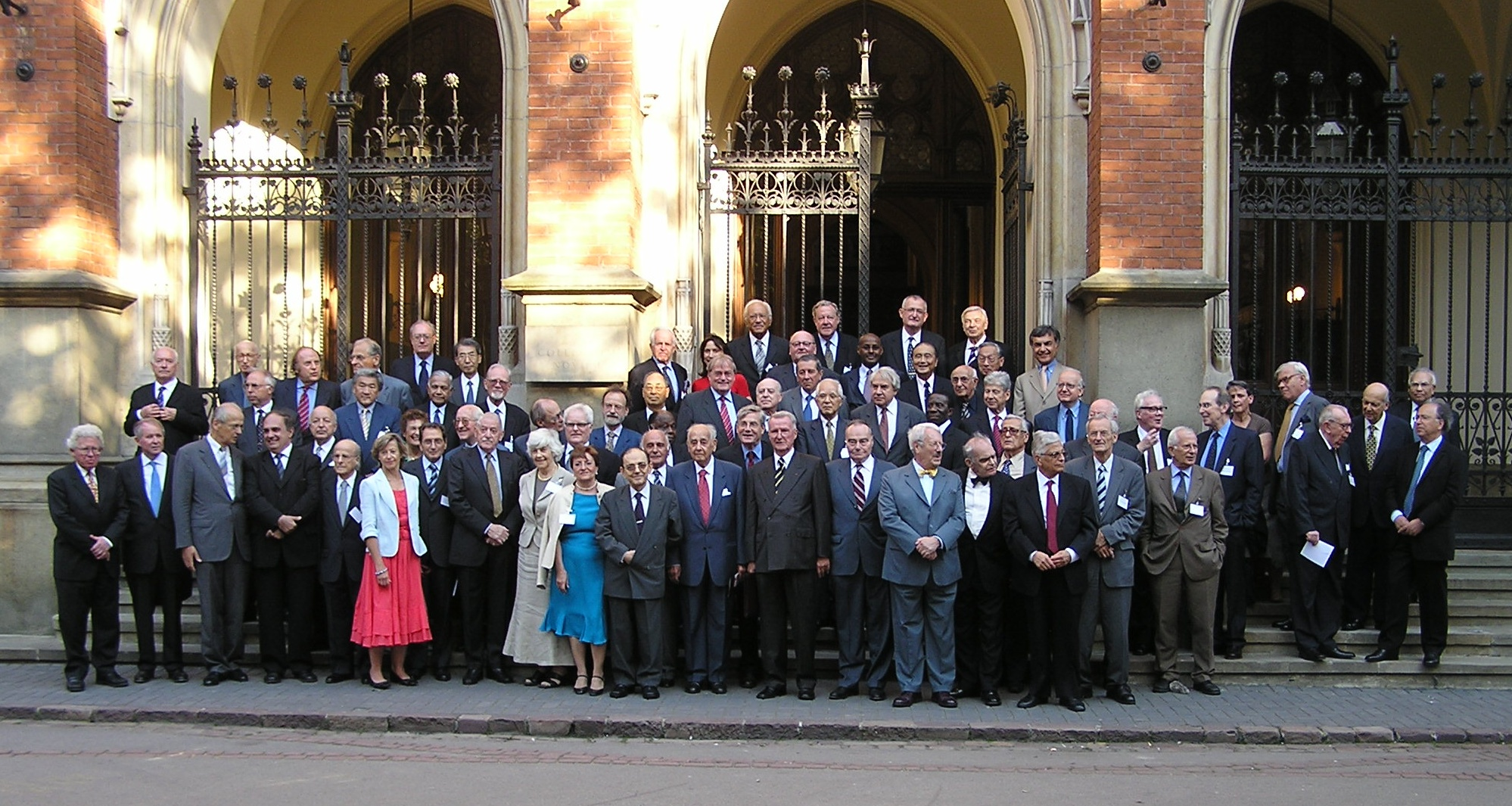
Die Mitglieder des Instituts während eines Treffens in Krakau im August 2005.

Die Gründung des Institut de Droit international erfolgte im Rathaus der belgischen Stadt Gent durch elf renommierte Experten für Internationales Recht, und zwar Carlos Calvo aus Argentinien, Gustave Rolin-Jaequemyns und Émile Louis Victor de Laveleye aus Belgien, Pasquale Stanislao Mancini und Augusto Pierantoni aus Italien, Tobias Asser aus den Niederlanden, Gustave Moynier und Johann Caspar Bluntschli aus der Schweiz, David Dudley Field aus den Vereinigten Staaten, James Lorimer aus dem Vereinigten Königreich sowie Wladimir Pawlowitsch Besobrasow aus Russland. Darüber hinaus gilt der ebenfalls eingeladene deutsch-russische Jurist August von Bulmerincq, der nicht an der Gründungsversammlung teilnehmen konnte, als Mitglied seit der Gründung.
Die Initiative zur Schaffung des IDI ging dabei von Gustave Moynier und Gustave Rolin-Jaequemyns aus, der auch erster Generalsekretär wurde; als erster Präsident fungierte Pasquale Stanislao Mancini. Moynier hatte bereits als Mitgründer und Präsident des Internationalen Komitees der Hilfsgesellschaften für die Verwundetenpflege, dem späteren Internationalen Komitee vom Roten Kreuz, entscheidenden Anteil an der Entstehung und Entwicklung des modernen Völkerrechts. Weitere bekannte Juristen, die das Wirken des Instituts beeinflussten, waren beispielsweise der russische Diplomat Friedrich Fromhold Martens, der insbesondere das humanitäre Völkerrecht maßgeblich mitgestaltete und ebenso wie der aus Deutschland stammende Felix Stoerk zeitweise als Vizepräsident wirkte, sowie der Österreicher Leopold Freiherr von Neumann. Zu Ehrenpräsidenten des Instituts wurden Gustave Rolin-Jaequemyns (1892), Gustave Moynier (1894), John Westlake (1911), Albéric Rolin (1923) und Charles De Visscher (1954) ernannt.
Das IDI war häufig an der Entstehung und Entwicklung anderer Institutionen beteiligt, so unter anderem 1873 bei der Gründung der International Law Association sowie bei der Etablierung der Akademie für internationales Recht in Den Haag 1913 und der Völkerrechtskommission der Vereinten Nationen 1947. Im Jahr 1880 veröffentlichte das Institut unter dem Titel Manuel des lois de la guerre sur terre („Die Regeln des Landkrieges“) ein auch als Oxford Manual bezeichnetes Regelwerk, das wichtige Vorschriften zur Kriegsführung zusammenfasste und als Grundlage für eine entsprechende nationale Gesetzgebung in den damaligen Staaten gedacht war. Einen wesentlichen Beitrag lieferte es bei der Vorbereitung der ersten Friedenskonferenz in Den Haag 1899, der Ausarbeitung der in diesem Rahmen sowie der Nachfolgekonferenz im Jahr 1907 entstandenen Haager Abkommen sowie der Etablierung des Ständigen Schiedshofs. Seit 1913 ist das Institut zudem formell Berater der Carnegie-Stiftung für Internationalen Frieden. Durch die Mitarbeit und Beratung internationaler Rechtsorgane nimmt das Institut maßgeblichen Einfluss auf Fragen des internationalen Rechts, so etwa durch seine Resolutionen zum Schutz der Menschenrechte von 1929 und 1947, zum Umweltschutz der Meere von 1937 und 1966 sowie zur friedlichen Nutzung des Weltraums von 1963.

## Organisation
Das Institut de Droit international ist eine private Vereinigung ohne offiziellen Charakter. Es setzt sich aus höchstens 132 Mitgliedern zusammen, bei deren Auswahl gemäß den Statuten des Instituts ihre wissenschaftlichen Leistungen gewürdigt sowie eine unausgewogene Repräsentation einzelner Staaten vermieden werden soll. Neu aufgenommene Mitglieder gelten zunächst als assoziierte Mitglieder und erhalten in der Regel nach aktiver Teilnahme an drei Arbeitssitzungen die Vollmitgliedschaft. Bei Nichtteilnahme an drei aufeinanderfolgenden Sitzungen gilt ein Mitglied als zurückgetreten, sofern die Nichtteilnahme nicht auf anderweitigen wichtigen Gründen beruht. Bei vorheriger aktiver Beteiligung an mindestens fünf Sitzungen werden zurückgetretene Mitglieder als emeritierte Mitglieder geführt. Darüber hinaus kann herausragenden Angehörigen des Instituts die Ehrenmitgliedschaft verliehen werden.
Die Arbeitssitzungen des Instituts dauern in der Regel eine Woche und finden alle ein bis zwei Jahre statt. Sie werden von einem Präsidenten geleitet, der am Ende der vorherigen Sitzung gewählt wurde. Als administrative Organe zwischen den Sitzungen bestehen das Büro und das Generalsekretariat. Mitglieder des Büros sind der Präsident, die drei Vizepräsidenten, der Generalsekretär, der Schatzmeister und der Vorsitzende des Programmkomitees. Der Generalsekretär und der Schatzmeister werden für drei Sitzungen gewählt, der Präsident und die Vizepräsidenten für die Dauer einer Sitzungsperiode. Die Finanzierung der Arbeit erfolgt vor allem durch Mitgliedsbeiträge, durch Spenden und durch Stiftungsvermögen, das vor allem auf das Nobelpreisgeld sowie auf Schenkungen und Erbschaften zurückgeht. Die 1947 zur Verwaltung des Vermögens gegründete Stiftung ist nach Schweizer Recht organisiert und in Lausanne ansässig. Der Sitz des Instituts richtet sich nach der Herkunft des Generalsekretärs und befand sich bisher vor allem in Belgien und der Schweiz, mit kürzeren Phasen in den Niederlanden (1913–1919) und Frankreich (1963–1969).
Für die inhaltliche Arbeit werden einzelne Mitglieder als Berichterstatter ausgewählt und thematische Kommissionen gebildet. Gegenwärtig bestehen neben der Programmkommission 18 weitere Kommissionen zu verschiedenen Aspekten des internationalen Rechts. Aufgabe der Berichterstatter und Kommissionen ist die Ausarbeitung von Berichten und Vorschlägen, die als Arbeitsgrundlage für die Sitzungen beziehungsweise als Entwürfe für Resolutionen, Erklärungen und Berichte des Instituts dienen. Die wichtigste regelmäßige Publikation des Instituts ist das unter dem Titel Annuaire de l'Institute de droit international herausgegebene Jahrbuch. Arbeitssprache für die Sitzungen und Veröffentlichungen ist überwiegend Französisch.